# Melese sordida
Melese sordida là một loài bướm đêm thuộc phân họ Arctiinae, họ Erebidae.